# Microhyla ornata
Microhyla ornata es una especie de anfibia anuro de la familia Microhylidae. Es nativa de Cachemira (Pakistán e India), Nepal, toda la India, incluyendo las islas Andamán y Nicobar, Sri Lanka y Bangladés.